# Ihnat Dwarczanin
Ihnat Dwarczanin ps. Hudok, także Ignacy Dworczanin (ur. 8 czerwca 1895 w Pogirach k. Słonima, zm. 8 grudnia 1937 w ZSRR) – białoruski działacz narodowy, pisarz i tłumacz. Poseł na Sejm II RP II kadencji (1928-1930).

## Życiorys
Pochodził z rolniczej rodziny prawosławnej z Nowogródczyzny. W 1912 ukończył szkołę ludową dla nauczycieli w Dziatłowie k. Wilejki, później zaciągnął się do szkoły chorążych w Oranienburgu.
W 1920 zdał maturę w Gimnazjum Białoruskim w Wilnie, po czym pracował jako nauczyciel na Kresach Północno-Wschodnich. W latach 1921–1926 studiował filozofię na Uniwersytecie Karola, nawiązał kontakty z białoruskimi środowiskami emigracyjnymi. W latach 1926–1927 pozostawał redaktorem naczelnym „Narodnego zwonu”, pisywał również do innych pism białoruskich.
Od 1917 działał w „Hramadzie”, a w latach 1918–1924 był członkiem białoruskich eserów. W latach 1928–1930 sprawował mandat posła na sejm II kadencji z listy „Zmahannia” (okręg Nowogródek). W 1930 kandydował z tego samego ugrupowania, jednak jego lista została unieważniona.
W 1930 aresztowany i skazany na 6 lat więzienia w procesie posłów białoruskiej grupy „Zmahannie”, po roku powtórzono wyrok (tym razem na osiem lat). W więzieniu rawickim wstąpił do KPP (1930).
We wrześniu 1932 wyjechał do ZSRR na skutek wymiany więźniów między dwoma państwami. Pracował w Białoruskiej Akademii Nauk w Mińsku, ubiegał się o członkostwo w WKP(b).
W 1933 aresztowano go oskarżając o białoruski nacjonalizm i szerzenie poglądów kontrrewolucyjnych, został stracony.
Był autorem książek Franciszek Skaryna – działacz kultury i humanista na gruncie białoruskim (praca doktorska) i Chrestamatyja nowaj biełaruskaj literatury (1927). Pracował również jako tłumacz, przekładał na język białoruski utwory Karela Čapka.